# 米埔假蛄蛤
米埔假蛄蛤（学名：Pseudopythina maipoensis）是帘蛤目小凯利蛤科假蛄蛤属的一种。

## 分佈
主要分佈於中国大陆，常栖息在潮下带。